# Volleybalvereniging Orion 2022-2023 (maschile)
Questa voce raccoglie le informazioni riguardanti il Volleybalvereniging Orion nelle competizioni ufficiali della stagione 2022-2023.

## Stagione
Il Volleybalvereniging Orion partecipa alla stagione 2022-23 con la denominazione sponsorizzata Active Living Orion.
Chiude la regular season di Eredivisie in terza posizione, spingendosi poi fino alla finale scudetto. In Coppa dei Paesi Bassi, invece, esce di scena ai quarti di finale.
In ambito europeo partecipa alla Challenge Cup, dove raggiunge i quarti di finale.

## Organigramma societario
Area direttiva
- Presidente: Wijnand Geerdink
- Team manager: Chris Merkx

Area tecnica
- Allenatore: Dirk Sparidans
- Secondo allenatore: Eric Maan
- Assistente allenatore: Marinus Wouterse
- Scoutman: Damy Hillen

Area sanitaria
- Fisioterapista: Bas van Bemmelen, Alex Drost

## Rosa
| N° | Nome               | Ruolo | Data di nascita  | Nazionalità sportiva |
| -- | ------------------ | ----- | ---------------- | -------------------- |
| 1  | Jannes van der Ham | C     | 9 aprile 1995    | Paesi Bassi          |
| 2  | Beau Wortelboer    | C     | 6 ottobre 2003   | Paesi Bassi          |
| 3  | Stijn Held         | P     | 3 novembre 1994  | Paesi Bassi          |
| 4  | Liam McCluskey     | P     | 16 gennaio 2002  | Belgio               |
| 5  | Colin Zuijdgeest   | S     | 8 settembre 1998 | Paesi Bassi          |
| 6  | Samuli Kaislasalo  | O     | 3 agosto 1995    | Finlandia            |
| 7  | Jasper Wijkstra    | S     | 29 aprile 2002   | Paesi Bassi          |
| 8  | Edson Felicissimo  | S     | 5 agosto 1984    | Brasile              |
| 9  | Adam White         | S     | 8 settembre 1989 | Australia            |
| 10 | Rob Jorna          | L     | 3 ottobre 1992   | Paesi Bassi          |
| 11 | Robin Ottenhof     | C     | 2000             | Paesi Bassi          |
| 12 | Shalev Saada       | S     | 1º maggio 1992   | Israele              |
| 13 | Mats Bleeker       | L     | 7 maggio 1998    | Paesi Bassi          |
| 14 | Jere Heiskanen     | S     | 27 luglio 2000   | Finlandia            |
| 16 | Jasper Diefenbach  | C     | 17 marzo 1988    | Paesi Bassi          |

## Statistiche

### Statistiche di squadra
| Competizione          | Punti | In casa | In casa | In casa | In trasferta | In trasferta | In trasferta | Totale | Totale | Totale |
| Competizione          | Punti | G       | V       | P       | G            | V            | P            | G      | V      | P      |
| --------------------- | ----- | ------- | ------- | ------- | ------------ | ------------ | ------------ | ------ | ------ | ------ |
| Eredivisie            | 52/26 | 18      | 12      | 6       | 17           | 13           | 4            | 35     | 25     | 10     |
| Coppa dei Paesi Bassi | -     | 1       | 0       | 1       | 1            | 1            | 0            | 2      | 1      | 1      |
| Challenge Cup         | -     | 3       | 2       | 1       | 3            | 3            | 0            | 6      | 5      | 1      |
| Totale                | -     | 22      | 14      | 8       | 21           | 17           | 4            | 43     | 31     | 12     |

### Statistiche dei giocatori
| Giocatore      | Challenge Cup | Challenge Cup | Challenge Cup | Challenge Cup | Challenge Cup |
| Giocatore      | P             | PT            | AV            | MV            | BV            |
| -------------- | ------------- | ------------- | ------------- | ------------- | ------------- |
| M. Bleeker     | 6             | 0             | 0             | 0             | 0             |
| J. Diefenbach  | 3             | 19            | 13            | 5             | 1             |
| E. Felicissimo | 6             | 76            | 64            | 4             | 8             |
| J. Heiskanen   | -             | -             | -             | -             | -             |
| S. Held        | 6             | 2             | 1             | 0             | 1             |
| R. Jorna       | -             | -             | -             | -             | -             |
| S. Kaislasalo  | 6             | 120           | 100           | 12            | 8             |
| L. McCluskey   | 5             | 8             | 1             | 1             | 6             |
| R. Ottenhof    | 2             | 1             | 1             | 0             | 0             |
| S. Saada       | -             | -             | -             | -             | -             |
| J. van der Ham | 5             | 47            | 34            | 12            | 1             |
| A. White       | 5             | 52            | 43            | 3             | 6             |
| J. Wijkstra    | 4             | 31            | 25            | 2             | 4             |
| B. Wortelboer  | 6             | 43            | 28            | 9             | 6             |
| C. Zuijdgeest  | 6             | 15            | 14            | 0             | 1             |

P = presenze; PT = punti totali; AV = attacchi vincenti; MV = muri vincenti; BV = battute vincenti

NB: Non sono disponibili i dati relativi alla Eredivisie e alla Coppa dei Paesi Bassi